# Autoserica madibirana
Autoserica madibirana är en skalbaggsart som beskrevs av Moser 1920. Autoserica madibirana ingår i släktet Autoserica och familjen Melolonthidae. Inga underarter finns listade.